# Nye fødevarer
Nye fødevarer (også engelsk novel food) er en betegnelse for fødevarer som ikke har en længerevarende historie og derfor falder ind under særlig lovgivning i stedet for eksisterende fødevarelove.
EU har haft en forordning om nye fødevarer siden 1997. Den dækker eksempelvis fødevarer fremstillet af ting eller via processer som ikke traditionelt har hørt til madlavning. De skal gennemgå særlige sikkerhedsvurderinger for at blive godkendt.